# Acrobat Mission
Acrobat Mission är en vertikalt rullande Shoot 'em up arkadspel släppt av UPL 1991, licensierad till Taito för tillverkning och distribution. Det var portat till Super Famicom 1992.